# Spilling Blood in 8 mm
Spilling Blood in 8 mm è un DVD live dei Funeral for a Friend, pubblicato il 20 settembre 2004. Contiene una grande quantità di materiale, che va da un live della band registrato il 24 febbraio 2004 a Londra, ad alcuni video musicali ufficiali, ad un documentario sul tour della band più alcuni contenuti nascosti. Il DVD è disponibile solo per la Regione 2 (Europa).

## Contenuto
Promo videos
1. 10:45 Amsterdam Conversations
2. This Year's Most Open Heartbreak
3. Juneau
4. She Drove Me to Daytime Television
5. Escape Artists Never Die

Trilogy videos
1. Bullet Theory
2. You Want Romance?
3. Juneau (Acoustic version)

Live
1. Rookie of the Year
2. She Drove Me to Daytime Television
3. Bullet Theory
4. Storytelling
5. Red Is the New Black
6. Kiss and Makeup (All Bets Are Off)
7. You Want Romance?
8. The Art of American Football
9. Juneau
10. Escape Artists Never Die

Tour documentary
- Documentario inedito registrato al London Forum e alla Hall for Cornwall di Truro nel maggio 2004.

Altro
- Discografia
- Cronologia

Materiale nascosto
- Materiale dal tour negli Stati Uniti - (All'apertura del menù dei promo premere 'Sù')
- Materiale dal tour in Giappone - (All'apertura del menù della trilogia premere 'Sù')
- Materiale dal tour - (All'apertura del primo menù dei live premere 'Sù')
- The Getaway Plan live video - (All'apertura del secondo menù dei live premere 'Sù')
- Intervista - (All'apertura del menù della discografia premere 'Sù')
- Altro materiale aggiuntivo - (Dal menù della trilogia selezionare "Menù principale". All'apertura di questo, premere 'Sù' due volte)

## Formazione
- Matthew Davies-Kreye - voce
- Kris Coombs-Roberts - chitarra
- Darran Smith - chitarra
- Gareth Ellis-Davies - basso
- Ryan Richards - batteria e voce